# Super 8 Classic
Das Super 8 Classic (zunächst Grote Prijs Raymond Impanis, von 2011 bis 2013 GP Impanis-Van Petegem, von 2014 bis 2017 Primus Classic Impanis-Van Petegem, von 2018 bis 2022 Primus Classic) ist ein belgisches Straßenradrennen in der Provinz Flämisch-Brabant.
Das Eintagesrennen hatte seinen Namen zunächst nach den beiden ehemaligen belgischen Radrennfahrer Raymond Impanis und Peter Van Petegem. Späterer Namensgeber ist der Sponsor Primus, eine belgische Brauerei. Gestartet wird das Rennen in Brakel, der Geburtsstadt von Raymond Impanis. Das Ziel befindet sich in Haacht, dem Geburtsort von Peter Van Petegem und dem Firmensitz von Primus. Das Rennen hat eine Länge von etwa 200 km.
Das Rennen wurde mit einer Unterbrechung zwischen 1995 und 2010 jährlich seit 1982 ausgetragen. Seit ist es 2011 Teil der UCI Europe Tour zunächst in UCI-Kategorie 1.2, seit 2012 in Kategorie 1.1 und seit 2015 in Kategorie 1.HC.
Der Rekordsieger ist Wiebren Veenstra aus den Niederlanden, der es als einziger geschafft hat, zweimal in Folge zu siegen. Seit der Neuauflage 2011 konnte kein Fahrer das Rennen zweimal gewinnen. Der einzige deutsche Sieger ist André Greipel, der das Rennen im Jahr 2012 für sich entschied.

## Sieger
- 2024  Filippo Baroncini
- 2023  Mathieu van der Poel
- 2022  Jordi Meeus
- 2021  Florian Sénéchal
- 2020 wegen Corona-Pandemie abgesagt
- 2019  Edward Theuns
- 2018  Taco van der Hoorn
- 2017  Matteo Trentin
- 2016  Fernando Gaviria
- 2015  Sean De Bie
- 2014  Greg Van Avermaet
- 2013  Sep Vanmarcke
- 2012  André Greipel
- 2011  Sander Cordeel
- 1995–2010 keine Austragung
- 1994  Carlo Bomans
- 1993  Phil Anderson
- 1992  Louis De Koning
- 1991  Wiebren Veenstra
- 1990  Wiebren Veenstra
- 1989  Eric Vanderaerden
- 1988  Stephen Hodge
- 1987  Paul Haghedooren
- 1986  Allan Peiper
- 1985  Jelle Nijdam
- 1984  Ad Wijnands
- 1983  Ludo Peeters
- 1982  Willem Peeters